# Контрада Ђиљиоло (Кротоне)
Контрада Ђиљиоло је насеље у Италији у округу Кротоне, региону Калабрија.
Према процени из 2011. у насељу је живело 25 становника. Насеље се налази на надморској висини од 33 м.